# Werchnia Rohanka
Werchnia Rohanka (ukr. Верхня Роганка) – wieś na Ukrainie, w obwodzie charkowskim, w rejonie charkowskim. W 2001 liczyła 179 mieszkańców.